# Kemény-palota
Az 1904-ben épült Kemény-palota a kaposvári Fő utca egyik építészeti értéke. Ma egyéb üzletek mellett itt működik a város turisztikai információs irodája is.

## Története
A palotát a gazdag gabonakereskedő-családból származó Kemény Samu építtette, innen ered a neve. Helyén olyan házak álltak, amelyek korábban Esterházy herceg tulajdonában álltak, ezeket közvetlenül az új épület 1904 eleji építésének megkezdése előtt bontották le. Kisebb felháborodást okozott, hogy a város úgy adta hozzájárulását az építkezéshez, hogy nem egyeztetett a vármegye képviselőivel, holott a keleti szomszédban, a mai Múzeum utcán túl a Vármegyeháza áll: az alispán még Németh István polgármestert is kérdőre vonta, ő azonban úgy válaszolt, hogy a két építmény közötti nyolc méter széles utca miatt nincs is szó szomszédságról.
A palota terveit a budapesti Kovács Frigyes készítette, és az asztalos- és lakatosmunkák is a fővárosban készültek, emiatt pedig késett a teljes befejezés, hiába tartottak már júliusban bokrétaünnepet. A többi kivitelező egyébként helyi volt: az építésért Himler Dezső és Borovitz Manó felelt, míg a díszítéseket Borovitz Imre készítette. A Somogy című hetilap újságírója szerint ugyan túl sok dísze miatt akár esztétikailag kifogásolható is lehetne az épület, ennek ellenére mégis „egyik legszebb palotája a városnak a magánházak között”.
1915-ben a Kemény-palota emeletére költözött be az újjáalakult, Gyenes Izsó vezette zeneiskola, amelyet az 1903-ban létrejött Zenekedvelők Egyesülete hozott létre. Az első tanévben 21-en, a negyedikben már 88-an, 1922-re pedig 230-an tanultak itt, ám ekkor pénzügyi nehézségek miatt az intézmény megszűnt. Gyenes Izsó is elköltözött Kaposvárról, zeneszervezői tevékenységét az 1920-ban a városba került Soltész Emil vette át, akinek köszönhetően 1930. november elsején az államilag engedélyezett új zeneiskola ismét megkezdhette tevékenységét: és ismét a Kemény-palotában. Néhány év múlva azonban az iskola kiköltözött innen.

## Az épület
A Kemény-palotának két utcai homlokzata van: az északi, díszesebb oldal a Fő utcára néz, a keleti, kevésbé díszes a Múzeum utcára. A sok kaposvári épülethez hasonlóan 45 fokos szögben levágott sarkon található főbejárat fölött tornyos zárt sarokerkély épült, amely már vesztett ugyan eredeti díszítéséből, de még ma is látható rajta az építtető család két testvértagjának, Kemény Samunak és Albertnek a gipszportréja. Ugyancsak megfigyelhetők az épületen férfi és női arcok, valamint angyalszobrocskák éppúgy, mint a gótikára jellemző csavart oszlopocskák. Az épület két szintjét övpárkány választja el, ebbe építették bele az északi homlokzat kisebb erkélyét is. Az alsó szint íves záródású kapuit és portáljait vékony béllet veszi körül, az emeleti ablakokat kváderkövekre emlékeztető díszítés övezi, körülöttük vörös téglás falfelületek látszanak ki. A tetőszintet kagylós díszítésű zárópárkány fölött áttört attikafal díszíti, az északi oldalon öt felépítményben öt padlásablak kapott helyt: a két szélső nagyobb, a középső három kisebb.